# خرارد کول
خرارد کول (هلندی: Gerard Koel؛ زادهٔ ۱۶ ژانویهٔ ۱۹۴۱) ورزشکار دوچرخه‌سواری پیست اهل هلند است.
وی در مسابقات کشوری و بین‌المللی در مجموع برندهٔ ۱ مدال برنز شده‌است.